# Greg Sage
Greg Sage (Portland, 21 de octubre de 1952) es un compositor, guitarrista y vocalista estadounidense, considerado una influencia importante para muchos artistas punk rock y post-punk. Entre 1977 y 1988, Sage fue el principal compositor de la influyente banda de punk rock Wipers, con sede en Portland, Oregón.
El estado de ánimo en las letras de Greg Sage es a menudo sombrío y lleno de referencias al aislamiento social, la vergüenza, la frustración y la incomprensión. La estructura de su música tiende a alternarse inesperadamente, se caracteriza por pasajes melódicos rotos, acentuados por sonidos pesados y sobrecargados, además de partes de guitarra distorsionada. Sage toca en un Gibson SG zurdo de 1969 con trémolo Bigsby adjunto.
Sage ha estado involucrado en la música profesionalmente desde la edad de 17 años, cuando trabajó en un álbum completo del luchador profesional Beauregarde (Beauregard, 1971 relanzado en 2004). Desde el final de Wipers, Sage también ha grabado varios álbumes como músico solista y opera su propio sello discográfico, Zeno Records, con sede en Phoenix, Arizona.

## Discografía

### Solo
- Straight Ahead (1985)
- Sacrifice (For Love) (1991)

### Wipers
- Is This Real? (1980)
- Youth of America (1981)
- Over the Edge (1983)
- The Wipers (1985)
- Land of the Lost (1986)
- Follow Blind (1987)
- The Circle (1988)
- Silver Sail (1993)
- The Herd (1996)
- Power in One (1999)